# Ној-Улм
Ној-Улм (њем. Neu-Ulm) општина је у њемачкој савезној држави Баварска. Једно је од 17 општинских средишта округа Ној-Улм. Према процјени из 2010. у општини је живјело 52.866 становника. Посједује регионалну шифру (AGS) 9775135.

## Географски и демографски подаци
Ној-Улм се налази у савезној држави Баварска у округу Ној-Улм. Општина се налази на надморској висини од 470–527 метара. Површина општине износи 81,0 km². У самом мјесту је, према процјени из 2010. године, живјело 52.866 становника. Просјечна густина становништва износи 653 становника/km².

## Међународна сарадња
| Мјесто    | Држава    | Врста сарадње | Од    |
| --------- | --------- | ------------- | ----- |
| Прад      | Италија   | партнерство   | 1969. |
| Трисоно   | Италија   | партнерство   | 1990. |
| Боа Колон | Француска | партнерство   | 1966. |
| Извор     |           |               |       |